# Tudor Wilkinson
Pour les articles homonymes, voir Wilkinson.
Tudor Wilkinson (18 décembre 1879 - 22 avril 1969) est un collectionneur d'art et un milliardaire américain.

## Biographie

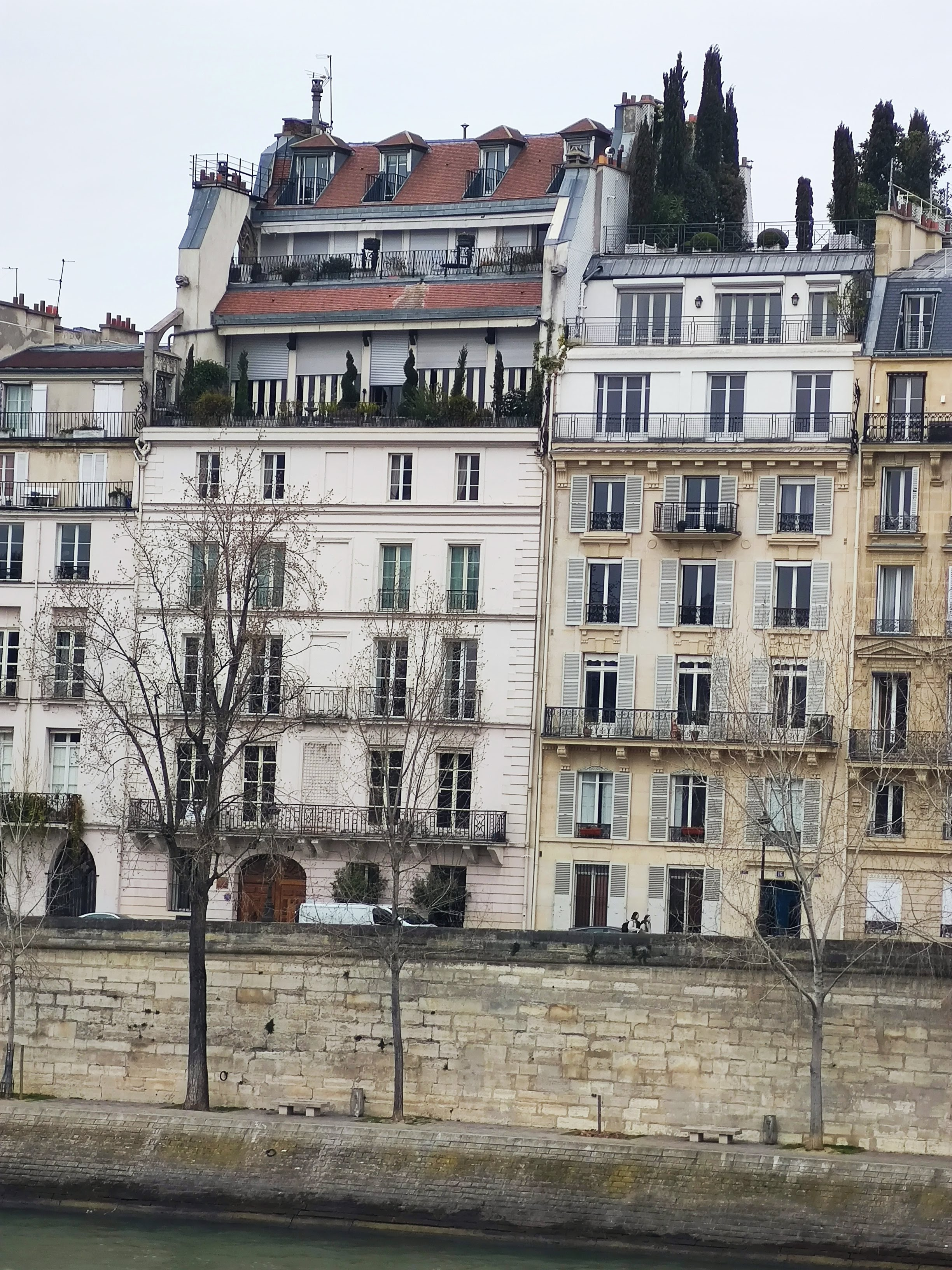
Nos 18-20, quai d’Orléans, Paris : au centre de la photo l'immeuble surélevé par Tudor Wilkinson.

William Tudor Wilkinson voit le jour le 18 décembre 1879 à Saint-Louis dans le Missouri (USA), fils de John C. Wilkinson et de Margaret Ewing.
Avant la Première Guerre mondiale, il est éleveur de chevaux dans sa ville natale.
Pendant la guerre, il sert dans l’armée de l’air.

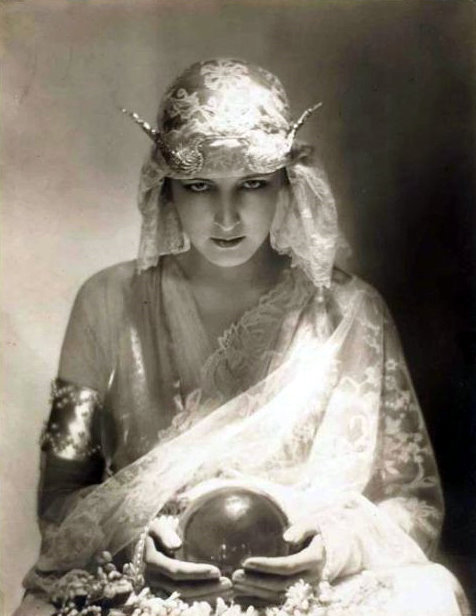
Dolores en 1919.

Le 12 mai 1923, il se marie à Paris avec le mannequin Catherine Marie Rose, Dolores, surnommée « la plus belle danseuse du monde ». Il demeure alors 364, rue Saint-Honoré, à Paris.
À la même époque, il achète un ancien hôtel particulier situé dans l’île Saint-Louis, au 18, quai d’Orléans, auquel il fait ajouter, en 1925, trois étages supplémentaires. Malgré un refus de construire de l'Administration et un « signalement » à la Commission du Vieux Paris le 28 novembre 1925,, les travaux sont réalisés, « défigurant » ainsi, selon l’historien Jacques Hillairet, la construction originelle. C’est ce qui explique que l'on puisse aujourd'hui observer, au niveau du 6e étage, deux gargouilles et une fenêtre trilobée « gothique » insérée dans la maçonnerie, sans le moindre rapport avec l’architecture d’un bâtiment daté du XVIIe siècle ou du XVIIIe siècle.
En 1926, il est victime en pleine nuit d’un cambriolage à son domicile du 18, quai d’Orléans à Paris.
Tudor Wilkinson meurt le 22 avril 1969, à 89 ans, à son domicile de Croisy-sur-Eure en Haute-Normandie.
Il est enterré au cimetière du Père-Lachaise à Paris.

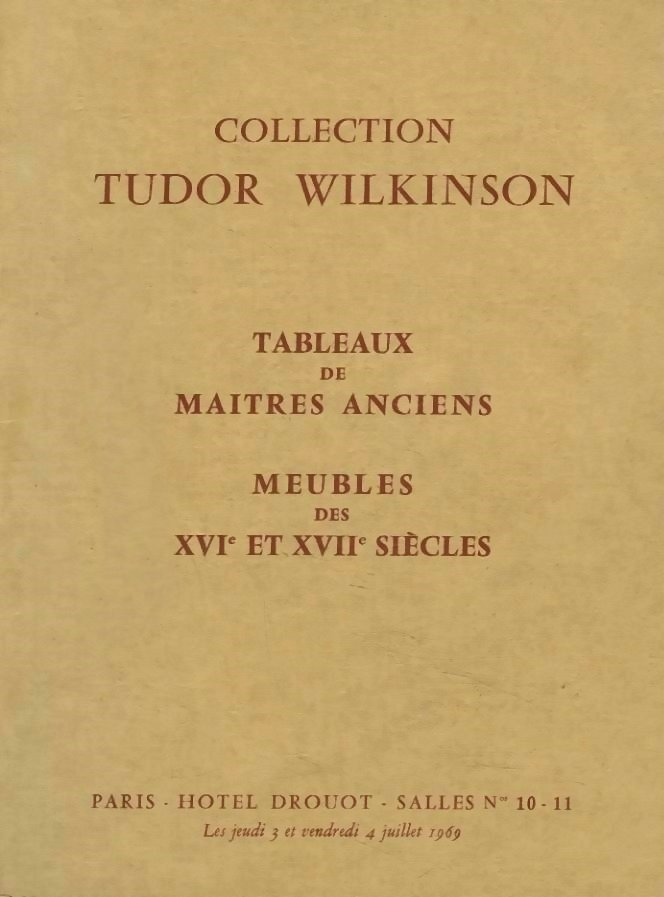
Couverture du catalogue de la vente Tudor Wilkinson, 1969.

En 1969 est vendue à l’hôtel Drouot la collection Tudor Wilkinson, composée de tableaux de maîtres anciens et de meubles des XVIe siècle et XVIIe siècle.